# Наше новине
Наше новине биле су дневно-политички лист који је излазио у Србији. Власници листа а према тврдњама уредништва били су његови новинари и уредници. Главни и одговорни уредник био је Антоније Ковачевић, некадашњи уредник и дневних листова Курир, Ало! и Газетa, недељника Свет, а такође и уредник интернет портала Телеграф. Саветник главног уредника био је Ђоко Кесић, који је раније водио редакцију Курира и Преса. Први број листа изашао је 21. фебруара 2013. године као бесплатан примерак, а лист је престао да излази 7. септембра 2015. године.